# Îles du Trésor
Ne doit pas être confondu avec Îlet du Trésor.
Les îles du Trésor (en anglais Treasury Islands) sont un petit groupe d'îles situées à quelques kilomètres du sud de Bougainville et à 24 km des îles Shortland. Elles forment une partie de la Province occidentale des Salomon. Les deux îles les plus importantes sont Mono et la plus petite Stirling (en). L'eau profonde entre ces deux îles est appelée Blanche Harbor (en). Ces îles ont été découvertes en 1788 par le lieutenant britannique, de la Royal Navy, John Shortland (en).
Ces îles étaient, au même titre que les îles Salomon dont elles font partie, sous protectorat britannique. Elles furent occupées par les Japonais pendant la Seconde Guerre mondiale jusqu'en octobre 1943 où elles furent libérées consécutivement à un assaut amphibie néo-zélandais lors de la bataille des îles du Trésor. Un aérodrome a été construit par les Américains sur Stirling qui est toujours utilisé par Solomon Airlines.